# Числюк Валерій Анатолійович
Вале́рій Анато́лійович Числю́к (13 липня 1976 — 3 грудня 2015) — старший солдат Збройних сил України, учасник російсько-української війни.

## Життєпис
Народився 1976 року в місті Шепетівка Хмельницької області. 1980 року переїхала у місто Прокоп'євськ Кемеровської області РФ. 1986 року родина повертається додому, жили в Шепетівці. У Білополі проживали його дідусь та бабуся; дідусь працював завідувачем ферми, Валерій любив коней, вчився сільських робіт. Закінчив 9 класів шепетівської ЗОШ № 3, від 12 років працював на колгоспному току, за хорошу роботу Валерія нагородили будильником. Одного разу врятував дитину, яка сиділа на возі — віз мчав у став (їздовий був нетверезий). 1992 року закінчив Шепетівський професійний ліцей — за спеціальністю токар. Працював токарем, трактористом, у Мокіївській селянській спілці «Нива» водієм, згодом — у Шепетівській ЦРЛ; останніми роками їздив на заробітки до Києва. Проживав у селі Білопіль Шепетівського району.
Мобілізований в квітні 2015 року, місяць проходив бойову підготовку на Рівненському військовому полігоні; солдат 21-го окремого мотопіхотного батальйону 56-ї окремої мотопіхотної бригади, старший водій БРДМ-2.
3 грудня 2015 року група військовиків (15 осіб) пересувалася в напрямку спостережного пункту, за 500—600 метрів ДРГ терористів відкрила прицільний вогонь на ураження по спостережному посту. Військовики на посту відкрили вогонь у відповідь і чекали на підтримку: туди направили резерв роти (два мотопіхотні відділення на двох БРДМ-2). Близько 17:20 поблизу села Гнутове на ворожій міні підірвалася БРДМ-2. Внаслідок підриву Валерій Числюк загинув, 5 вояків зазнали поранень.
Похований у селі Білопіль Шепетівського району.
Без сина лишилася мама Любов Іванівна.

## Нагороди та вшанування
- За особисту мужність, сумлінне та бездоганне служіння Українському народові, зразкове виконання військового обов'язку відзначений — нагороджений орденом «За мужність» ІІІ ступеня (16.1.2016, посмертно)[1]
- 19 лютого 2016 року у селі Білопіль відкрили меморіальну дошку бійцю АТО Валерію Числюку[2]
- 23 червня 2016 року в Шепетівському професійному ліцеї відкрито та освячено меморіальні дошки випускникам Ярославу Давидову та Валерію Числюку